# マツコとマツコ
『マツコとマツコ』は、2015年4月4日から同年9月26日まで日本テレビ系列で毎週土曜日 23:00 - 23:30（JST）に放送されたバラエティ番組。全25回。
マツコ・デラックスの冠番組である。タイトル表示は『マツコ×マツコ』であり、「と」は表示されていない。

## 概要
「世界初のアンドロイドバラエティー」と銘打ち、「人間そっくりのアンドロイドはどこまで人間に近づけるのか？」「自分そっくりのアンドロイドの進化にマツコは何を感じ、何を発見するのか？」をコンセプトに、マツコそっくりのアンドロイド「マツコロイド」を使ったチャレンジを本人とともに検証する。
2014年12月29日 23:00 - 23:55に放送されたパイロット版特別番組が好評だったことから、レギュラー化が決定した。
なお、同局の2015年10月改編では、連続ドラマ・ミニ枠を除く19時から翌日1時までの全番組のうち、全曜日を通じて同月18日終了済みの『笑神様は突然に…』が唯一の改編番組であるとされていたが、『キャラオケ18番』と共に、各種番組表にて急遽最終回マークが付され、レギュラー放送の終了となった。翌々日28日21:00 - 22:54には2時間スペシャルが放送される。このスペシャルのタイトルに「最終回」という文言が入ったため、番組表でレギュラー放送最後の回に付されていた最終回マークは消滅した。
その後2023年2月4日放送の「マツコ会議」にマツコロイドと石黒浩がゲスト出演した。番組終了から約8年ぶりにマツコと共演した。

## 出演
- マツコ・デラックス[3]
- マツコロイド（ホリが声を担当）[4]
- 石黒浩（大阪大学教授）

## マツコロイド
マツコロイドの製作に関しては、ロボット工学の第一人者である石黒浩が監修。2015年に、『アジア太平洋国際広告祭（アドフェスト）』のメディア部門でシルバー賞、5月には『ニューヨークフェスティバル』のブランデッドコンテンツ部門でブロンズ賞、6月には『カンヌライオンズ 国際クリエイティビティ・フェスティバル（旧称カンヌ広告祭）』のプロモ&アクティベーション部門で、ブロンズ賞を獲得している。
「マツコロイド」は、2015年度グッドデザイン賞を受賞し、2016年1月2日にNHK総合で放送のテレビドラマ『富士ファミリー』にも出演しドラマデビューを果たした。また、デジタル・コンテンツ・オブ・ジ・イヤー’15／第21回AMDアワードでは「先端科学技術賞」を受賞。

## ネット局
| 放送対象地域   | 放送局                                    | 系列                          | 放送曜日・放送時間 |
| -------------- | ----------------------------------------- | ----------------------------- | ------------------ |
| 関東広域圏     | 日本テレビ (NTV) 『マツコとマツコ』制作局 | 日本テレビ系列                | 土曜 23:00 - 23:30 |
| 北海道         | 札幌テレビ (STV)                          | 日本テレビ系列                | 土曜 23:00 - 23:30 |
| 青森県         | 青森放送 (RAB)                            | 日本テレビ系列                | 土曜 23:00 - 23:30 |
| 岩手県         | テレビ岩手 (TVI)                          | 日本テレビ系列                | 土曜 23:00 - 23:30 |
| 宮城県         | ミヤギテレビ (MMT)                        | 日本テレビ系列                | 土曜 23:00 - 23:30 |
| 秋田県         | 秋田放送 (ABS)                            | 日本テレビ系列                | 土曜 23:00 - 23:30 |
| 山形県         | 山形放送 (YBC)                            | 日本テレビ系列                | 土曜 23:00 - 23:30 |
| 福島県         | 福島中央テレビ (FCT)                      | 日本テレビ系列                | 土曜 23:00 - 23:30 |
| 山梨県         | 山梨放送 (YBS)                            | 日本テレビ系列                | 土曜 23:00 - 23:30 |
| 新潟県         | テレビ新潟 (TeNY)                         | 日本テレビ系列                | 土曜 23:00 - 23:30 |
| 長野県         | テレビ信州 (TSB)                          | 日本テレビ系列                | 土曜 23:00 - 23:30 |
| 静岡県         | 静岡第一テレビ (SDT)                      | 日本テレビ系列                | 土曜 23:00 - 23:30 |
| 富山県         | 北日本放送 (KNB)                          | 日本テレビ系列                | 土曜 23:00 - 23:30 |
| 石川県         | テレビ金沢 (KTK)                          | 日本テレビ系列                | 土曜 23:00 - 23:30 |
| 福井県         | 福井放送 (FBC)                            | 日本テレビ系列 テレビ朝日系列 | 土曜 23:00 - 23:30 |
| 中京広域圏     | 中京テレビ (CTV)                          | 日本テレビ系列                | 土曜 23:00 - 23:30 |
| 近畿広域圏     | 読売テレビ (ytv)                          | 日本テレビ系列                | 土曜 23:00 - 23:30 |
| 鳥取県・島根県 | 日本海テレビ (NKT)                        | 日本テレビ系列                | 土曜 23:00 - 23:30 |
| 広島県         | 広島テレビ (HTV)                          | 日本テレビ系列                | 土曜 23:00 - 23:30 |
| 山口県         | 山口放送 (KRY)                            | 日本テレビ系列                | 土曜 23:00 - 23:30 |
| 徳島県         | 四国放送 (JRT)                            | 日本テレビ系列                | 土曜 23:00 - 23:30 |
| 香川県・岡山県 | 西日本放送 (RNC)                          | 日本テレビ系列                | 土曜 23:00 - 23:30 |
| 愛媛県         | 南海放送 (RNB)                            | 日本テレビ系列                | 土曜 23:00 - 23:30 |
| 高知県         | 高知放送 (RKC)                            | 日本テレビ系列                | 土曜 23:00 - 23:30 |
| 福岡県         | 福岡放送 (FBS)                            | 日本テレビ系列                | 土曜 23:00 - 23:30 |
| 長崎県         | 長崎国際テレビ (NIB)                      | 日本テレビ系列                | 土曜 23:00 - 23:30 |
| 熊本県         | くまもと県民テレビ (KKT)                  | 日本テレビ系列                | 土曜 23:00 - 23:30 |
| 大分県         | テレビ大分 (TOS)                          | 日本テレビ系列 フジテレビ系列 | 土曜 23:00 - 23:30 |
| 鹿児島県       | 鹿児島読売テレビ (KYT)                    | 日本テレビ系列                | 土曜 23:00 - 23:30 |

※2015年8月22日は大型特別番組『24時間テレビ 「愛は地球を救う」』のため休止。

## スタッフ

### レギュラー版
- 企画・演出：橋本和明
- ナレーション：服部伴蔵門
- 構成：桜井慎一、そーたに、木南広明、橋本大介
- TM：江村多加司
- SW：松嶋賢一
- CAM：小林宏義
- MIX：依田真和
- AUD：白石(水)英国、村瀬脩一、木本文子
- VE：古手川大
- 照明：加藤恵介
- 中継技術：久城雅文
- ロケ技術：磯野伸吾、砂押秀寿、小野寺康敏、金光利也、壇允、小出秀久、安田朗
- 美術プロデューサー：稲本浩
- デザイン：栗原純二
- 装置：溝口博志
- 電飾：山崎晃浩
- 装飾：伊沢英樹
- 生け花：藤崎華代
- 編集：木村有宏
- MA：阿世知貴彦、市川徹
- 音効：中村由紀
- 技術協力：NiTRO、エスユー、エーラボ、極東電視台、PRESS MANS、株式会社エーアイ、キャミックス、VSQ、池田屋
- 美術協力：日本テレビアート
- リサーチ：今井紳介
- CG：藤井彩人
- OPCG：森三平
- 協力：マツコロイド製作委員会
- 編成：佐藤俊之
- 宣伝：境祐介
- 営業：朝倉玲子
- TK：山沢啓子
- デスク：阿部絵里子
- AD：古庄裕、田中安美、丹治幹、北村汐里、日野有也佳、国吉真廉、稲永隆弘、坂井龍太
- AP：宮太一、河野安治、嶺村友江、伊藤真和、森川高行、二瓶朱美、後藤めぐみ
- ディレクター：栗原憲也、酒井甚哉、千葉博史、浅沼雄介、吉田陵、花岡圭一郎、諏訪一三、奥川祐輝、清水奈津子、橋本伸行、大村健介、田渕公博、中島孝志、鈴木大二郎、佐々木英敏、流石英昭、山本圭亮
- 演出：首藤光典
- プロデューサー：吉無田剛、今泉昌子、石原由季子、鈴木希巳江
- チーフプロデューサー：田中宏史
- 制作協力：ナチュラルエイト、極東電視台、ZION
- 製作著作：日本テレビ

### パイロット版
- 企画・演出：橋本和明
- ナレーション：服部伴蔵門
- 構成：桜井慎一、そーたに、木南広明
- TM：江村多加司
- SW：松嶋賢一
- CAM：小林宏義
- MIX：三石敏生
- AUD：山田値久
- VE：石山実
- 照明：名取孝昌
- 中継技術：久城雅文
- ロケ技術：李承宰
- 美術プロデューサー：大川明子
- デザイン：栗原純二
- 大道具：橋本洸平
- 小道具：伊沢英樹
- 電飾：二階堂哲也
- 編集：木村有宏
- MA：阿世知貴彦
- 音効：中村有紀
- 技術協力：NìTRO、エスユー、ヴィ・ビジョンスタジオ、PRESS MANS、エーラボ
- 美術協力：日本テレビアート
- イラスト：石橋加奈子
- リサーチ：今井紳介
- CG：藤井彩人
- OPCG：森三平
- 協力：マツコロイド製作委員会
- 編成：荻野健
- 宣伝：高木明子
- TK：山沢啓子
- デスク：阿部絵里子
- AD：稲垣和将、中尾有美子、円成寺健一
- AP：森川高行
- ディレクター：栗原憲也、千葉博史、奥川祐輝、浅沼雄介、津宏典
- 演出：首藤光典
- プロデューサー：吉無田剛、水口智就、河野安治、石原由季子
- チーフプロデューサー：田中宏史
- 制作協力：極東電視台、ZION
- 製作著作：日本テレビ

### 過去のスタッフ
- 編成：荻野健
- 営業：夏目充博
- プロデューサー：成瀬広靖

## テーマ曲
- 「Coming Back as a Man」（Caro Emerald）